# هلن گارنر
هلن گارنر (انگلیسی: Helen Garner؛ زادهٔ ۷ نوامبر ۱۹۴۲) روزنامه‌نگار، رمان‌نویس، و فیلم‌نامه‌نویس اهل استرالیا است.